# 纳沃纳广场

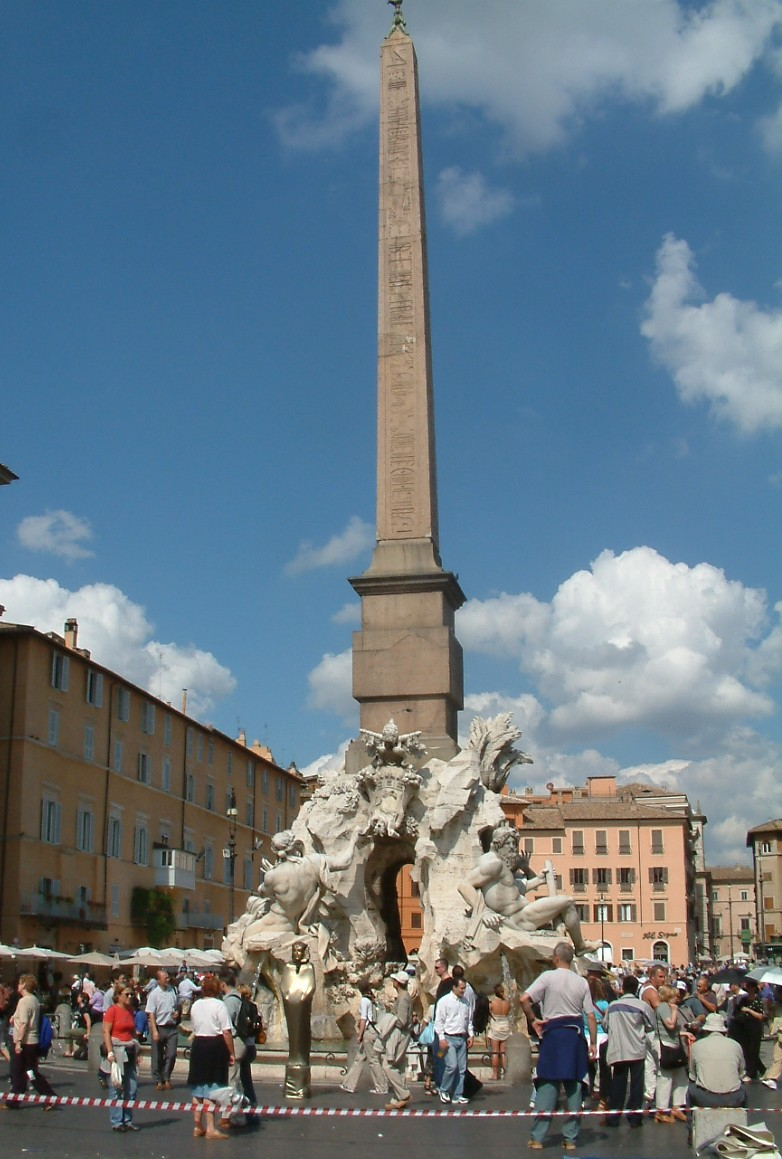
纳沃纳广场中间的四河喷泉和埃及方尖碑

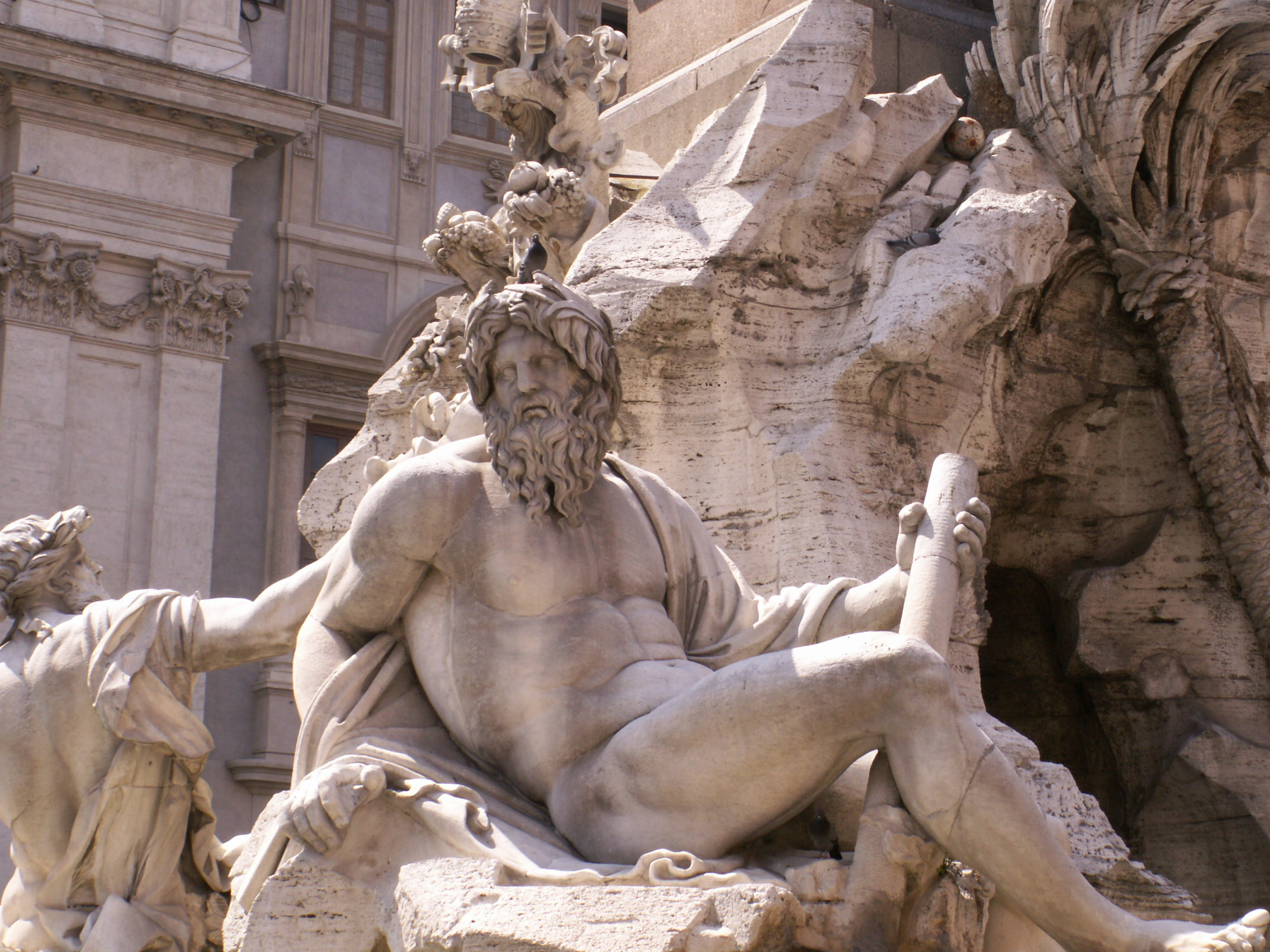
四水喷泉

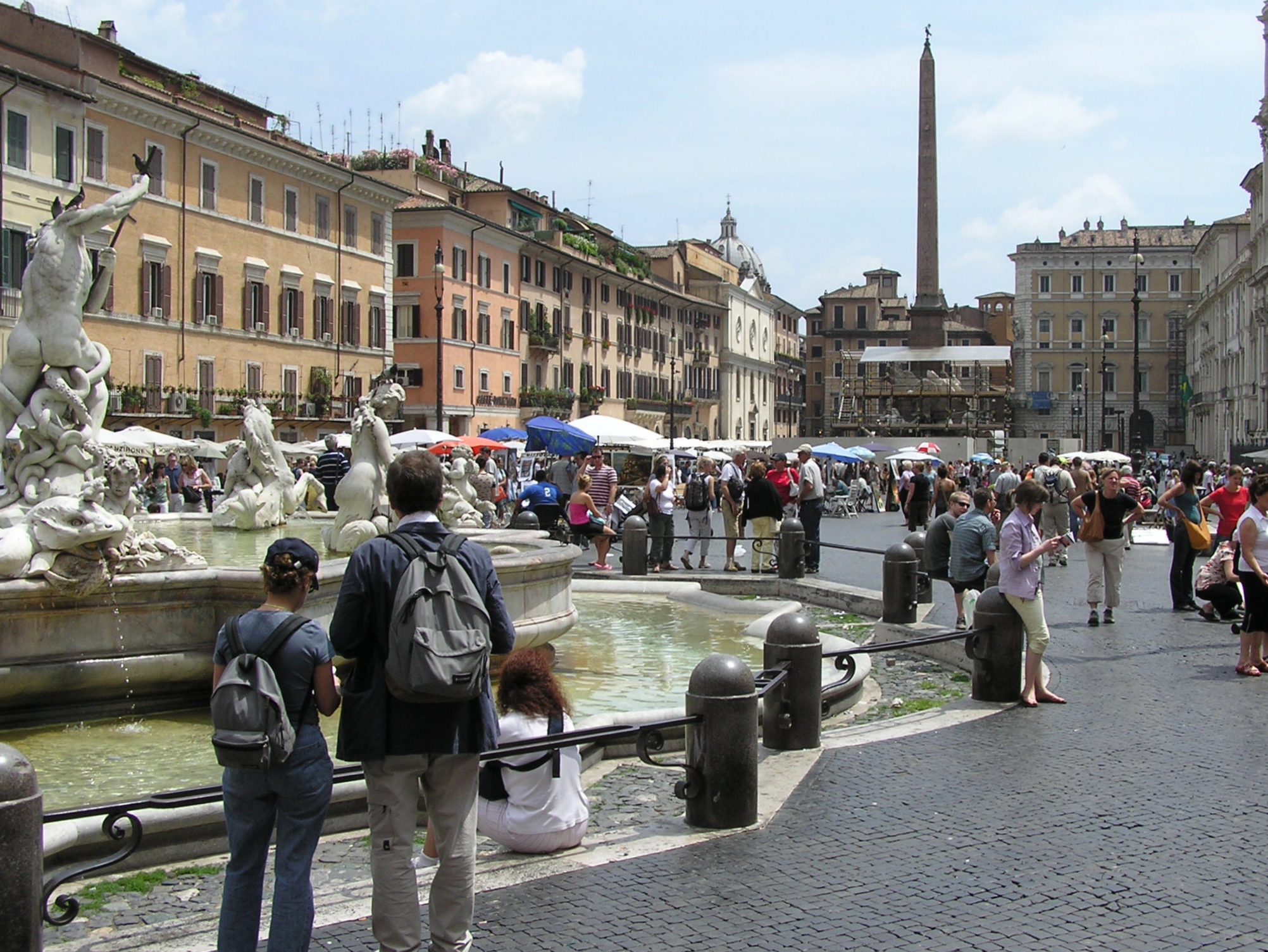
纳沃纳广场

41°53′56″N 12°28′23″E / 41.89889°N 12.47306°E
纳沃纳广场（義大利語：Piazza Navona）是意大利罗马的一个广场。此处原是公元1世纪古罗马圖密善競技場的競技區域，廣場中央有著古羅馬人仿製的埃及方尖碑，方尖碑的基座是济安·贝尼尼设计的四水喷泉（1651年）15世纪末辟为市场。伯罗米尼和拉依纳尔迪设计了圣依搦斯蒙难堂（Sant'Agnese in Agone）；科尔托纳的彼得罗设计了潘菲利宫（Palazzo Pamphilj）的画廊。

## 流行文化
在丹·布朗于2000年出版的小说《天使与魔鬼》中，将四水喷泉列为“科学祭坛”之一。2008年6月，朗·霍华在此拍摄同名电影。

## 延伸閲讀
- 圖密善競技場
- 羅馬的方尖碑